# 다이어울프
다이어울프(dire wolf→무지막지한 늑대, Aenocyon dirus)는 개과에 속하는 육식성 포유류로, 이름과 달리 현존하는 회색늑대와는 분류상 거리가 멀다. 플라이스토세의 이르빙토닌(Irvingtonian)에서 란촐라브린(Rancholabrean) 시기에 걸쳐 북아메리카와 남아메리카에서 번성했다. 1백 80만 년 전에서부터 1만 년 전까지 생존했으며, 약 1백 7십 9만 년 동안 종이 존속되었다.

## 형태학

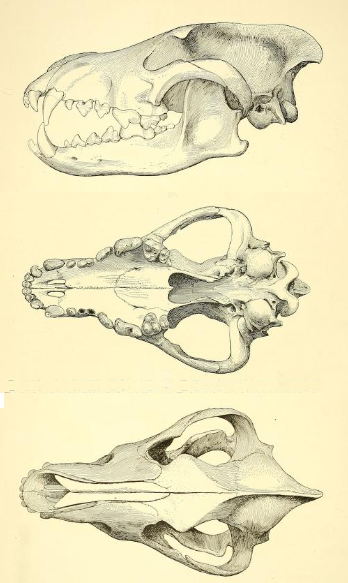
다이어울프의 두개골

다이어울프의 신장은 대략 1.5 미터(4.9 피트)에 체중은 50 ~ 79 킬로그램(110 ~ 174 파운드)였다. 일부 개체군의 송곳니를 제외하면, 암컷과 수컷 모두 이빨 크기에서는 큰 차이가 없다. 어떤 개체군에서는 수컷의 송곳니가 상당히 커서, 수컷의 번식 경쟁에 사용되었을 것을 시사하고 있다. 한편 또다른 개체군에서는 송곳니의 성적 이형이 결여되어 있어, 경쟁에 사용된 일이 거의 없었음을 시사한다.
다이어울프와 회색늑대는 겉보기에는 비슷한 점이 있지만, 두 종은 상당히 다른 종이다. 현대의 가장 큰 회색늑대는 다이어울프로 치면 평균적인 크기밖에 되지 못한다. 가장 큰 다이어울프는 그 어떤 현생 회색늑대보다도 거대했다. 다이어울프는 현생 회색늑대와 비교해 체중이 25% 더 나간다.
다이어울프는 더욱 큰 거대동물들과 싸워 그것들을 잡아먹어야 했기에 이러한 육체적 특성이 필요했다. 회색늑대와 비교했을 때 다이어울프의 다리는 비례상 짧은 편이며, 두개는 비슷한 크기의 회색늑대보다 작았다.

### 치아
다이어울프의 이빨은 다소 크다는 점을 제외하면 회색늑대의 그것과 유사하다. 이 이빨은 초육식성에서 중육식성 활동을 의미한다. 고생물학자 R.M. 노와크(R.M. Nowak)는 다이어울프의 식이특성은 일차적으로 육식성이며, 부분적으로 잡식성이라고 하였다. 다이어울프의 윗턱 열육치(P4, the carnassial)는 회색늑대의 그것보다 크지만, 아랫턱은 회색늑대와 비슷하다. 다이어울프의 측두근은 현생 회색늑대보다 훨씬 큰 힘을 낼 수 있었으며, 즉 무는 힘이 더 셌다는 것을 의미한다.
많은 고생물학자들은 다이어울프가 상대적으로 큰 그 이빨을 뼈를 부수는 데 사용했을 것이라고 추측하고 있으며, 이 생각은 화석화된 다이어울프의 이빨끝이 대부분 닳아 있다는 것을 통해 뒷받침된다. 윗열육치의 날은 회색늑대의 그것보다 훨씬 컸으며, 이것은 먹잇감을 잡아찢는 능력이 더 뛰어났음을 의미한다. 회색늑대와 비교해 측두와는 길었고 관골궁은 넓었다. 즉, 회색늑대보다 더 큰 힘을 낼 수 있는 커다란 측두근이 있었을 것이다.

## 생태학

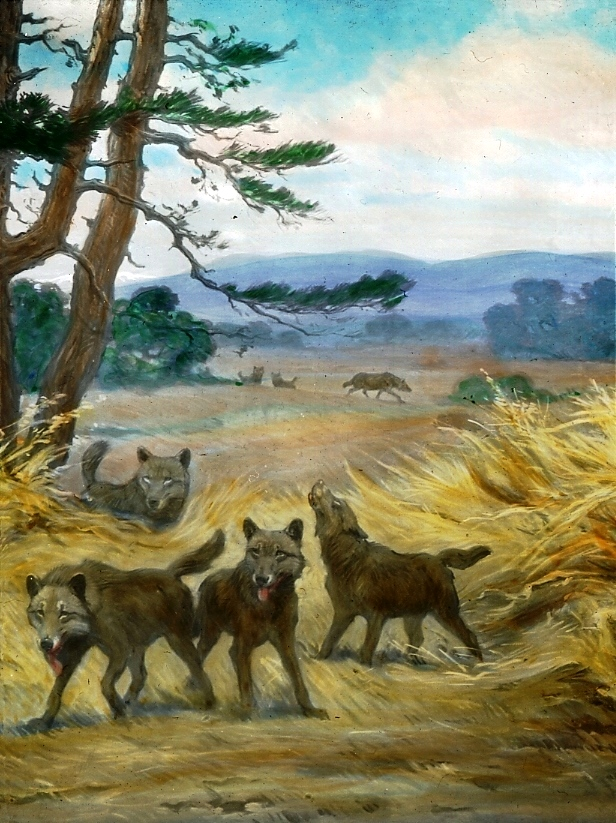
찰스 R. 나이트의 복원도, 1922년.

다이어울프는 현생 회색늑대의 129%에 달하는 무지막지한 치악력을 가지고 있었으며, 이를 통해 먹이를 붙잡고 억누를 수 있었다. 그 거대한 몸과 송곳니에서 추론한 바, 다이어울프는 아마 무리지어 다니는 큰 먹이나 거대동물을 주로 사냥했을 것으로 생각된다. 다이어울프는 어떤 방면에 특화된 사냥꾼은 아니었으며, 그 시절에는 몸집이 커다란 동물이 풍부한 편이었기에 눈에 띄는 거대동물이면 무엇이 되었든 잡아먹었다.
라 브레아 타르 웅덩이에서 발견된 4,000 구 이상의 다이어울프 시체는, 다이어울프가 거대한 무리를 지어 사는 사회적 동물이었을 가능성을 시사하고 있다.

## 서식지
다이어울프의 서식지는 매우 다양하다. 북아메리카에서는 평원에서 초지, 산림에 걸쳐 서식했으며, 남아메리카에서는 바싹 마른 사바나 환경과 매우 건조한 기후에서 서식했다. 다이어울프는 해발고도 2,255 미터 이상의 지역을 선호했다.

## 멸종

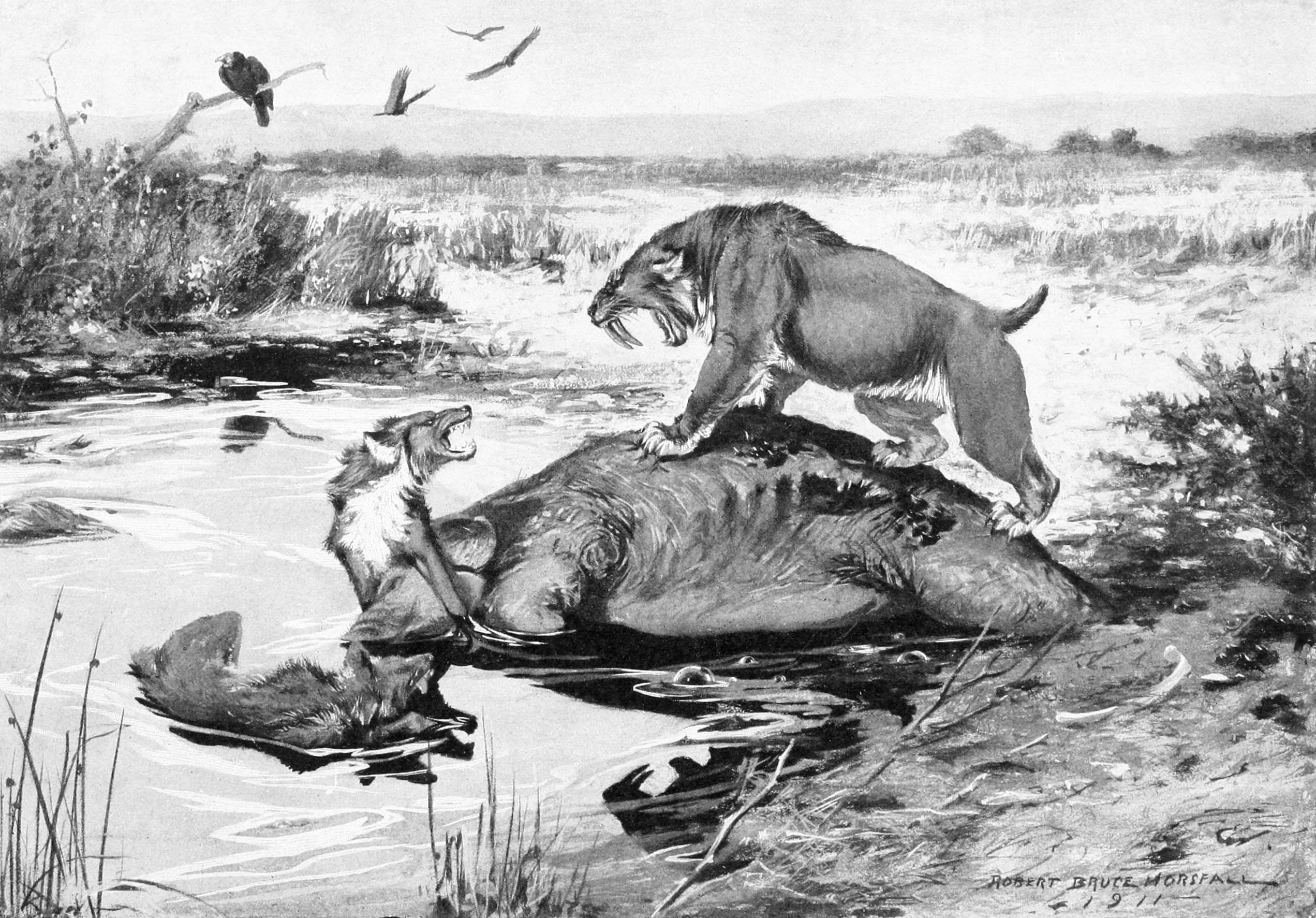
라 브레아 타르 웅덩이에서 스밀로돈 칼리포르니쿠스(Smilodon californicus)와 다이어울프가 컬럼비아 매머드(Columbian mammoth, Mammuthus columbi)의 시체를 두고 싸우고 있다.

다이어울프는 플라이스토세 거대동물 중 가장 번창한 종 중 하나였다. 약 10,000년 전쯤 다이어울프는 다른 대부분의 북아메리카 거대동물들과 함께 멸종되었다.
플라이스토세 후기(300,000년 전)가 되자 회색늑대(C. lupus)가 베링 육교를 타고 북아메리카로 유입되어 다이어울프와 경쟁하기 시작했다. 마지막 빙기가 끝나고 북아메리카 대륙에 인간이 도달한 약 16,000년 전부터, 다이어울프가 먹이로 삼던 거대 포유류들이 죽어나가기 시작했다(제4기 대량멸종. 기후 또는 인간으로 인한 변화의 결과일 수 있다. 2008년 내셔널 지오그래픽 채널 다큐멘터리).
회색늑대, 붉은늑대 등에 비하여 느렸던 다이어울프는 재빠른 동물들을 사냥할 수 없었고, 시체 청소부로 연명하게 되었다. 약 10,000년 전, 다이어울프를 비롯한 거대 포유류들은 멸종했다. 다이어울프의 멸종에 대해 확실히 이해하기 위해서는, 보다 많은 다이어울프 표본들의 연대가 측정되어야 한다. 이에 더하여 생물지리학적 분포 범위와 개체군 크기에 영향을 준 요소에 대한 정보가 축적되어야 한다. 이 정보에는 다른 종과의 경쟁, 포식자와 피식자의 상호작용, 물리적 환경, 경쟁 종 및 피식 종의 반응 등이 포함된다. 즉, 다이어울프와 밀접하게 상호작용한 거대동물들의 멸종 연대가 명확히 밝혀질 필요가 있다.

## 같이 보기
- 멸종한 동물 목록